# Spineshank
Spineshank es una banda estadounidense de nu metal originaria de Los Ángeles. La banda lanzó cuatro álbumes de estudio: Strictly Diesel (1998), The Height of Callousness (2000), Self-Destructive Pattern (2003) y Anger Denial Acceptance (2012).

## Historia
Formada en febrero de 1996, Spineshank se armó a partir de los restos de un proyecto musical llamado "Basic Enigma". Esta banda tenía como integrantes a los futuros miembros de Spineshank: el vocalista Jonny Santos, el guitarrista Mike Sarkisyan y el baterista Tom Decker. Al escuchar el lanzamiento de Demanufacture de Fear Factory en 1995, el bajista Robert García fue reclutado, y así se formó Spineshank. Cabe destacar que la banda ha citado a Fear Factory como una gran influencia.
En enero de 2025, Spineshank anunció una reunión específicamente para el festival Louder Than Life de septiembre. Además de Santos, García y Decker, la formación también incluyó a Tommy Decker, Jr. en la guitarra (ya que Sarkisyan prácticamente se retiró de la industria musical) y a Jason Hager (miembro fundador de la banda Chimaira). La nueva formación también grabó una nueva canción.

## Miembros
Miembros actuales
- Tom Decker – bateria, teclado, programación (1996–2016, 2025–presente)
- Tom Decker Jr. – guitarra (2025–presente)
- Jason Hager – guitarra (2025–presente)
- Robert Garcia – bajo, coros (1997–2016, 2025–presente)
- Jonny Santos – voz principal (1996–2004, 2008–2016, 2025–presente)

Miembros anteriores
- Marlo Gonzalez – guitarra (1996)
- Brandon Espinoza – voz principal (2005–2007)[5]
- Mike Sarkisyan – guitarra (1996–2016)

## Discografía

### Álbumes de estudio
- Strictly Diesel (1998)
- The Height of Callousness (2000)
- Self-Destructive Pattern (2003)
- Anger Denial Acceptance (2012)

### Recopilación
- The Best of Spineshank (2008)